# خوزه والدومینوس
خوزه والدومینوس (انگلیسی: Josete؛ زادهٔ ۱۲ مارس ۱۹۷۰) بازیکن سابق فوتبال اهل اسپانیا است که در پست مدافع چپ بازی ‌می‌کرد و مدتی مربی فوتبال بود.